# Mislav Rosandić
Mislav Rosandić [mislav rosandič] (* 26. ledna 1995, Záhřeb) je slovenský hokejový obránce a reprezentant chorvatského původu a hraje za tým HC Lada Togliatti. Jeho otec Mario je bývalý hokejista, tomuto sportu se věnuje i Mislavův bratr Vilim.

## Hráčská kariéra
Svoji hráčskou kariéru začal v chorvatském týmu KHL Mladost Záhřeb, k hokeji ho stejně jako bratra přivedl jejich otec. V mládežnických kategoriích hrával v obraně i útoku. V osmé třídě odešel na Slovensko, kam si ho do mužstva MHK Dubnica nad Váhom přivedl společně s krajany Markovićem a Tomljenovićem slovenský trenér Pavol Vojtáš. V Dubnici působil až do staršího dorostu, kdy kvůli chybějícímu juniorskému výběru přestoupil stejně jako kouč Němeček do klubu HC ’05 Banská Bystrica. Později dostal slovenské občanství, které získal po čtyřech letech života na Slovensku. V sezoně 2012/13 si odbyl premiéru v "áčku" hrajícího extraligu, nastupoval však nadále také za banskobystrickou juniorku a působil rovněž v týmu HK Orange 20, což je celek Slovenské reprezentace do 20 let a mužstvu HC 07 Detva. V červenci 2015 odešel do Slovanu Bratislava z KHL, kde uzavřel roční dvoucestný kontrakt a mohl tak nadále hrát i za Banskou Bystricu. Ročníku 2016/17 začal ve Slovanu, ale následně se vrátil do Bystrice, jelikož "belasí" nepostoupili do vyřazovacích bojů. S banskobystrickým mužstvem vybojoval první ligový titul v historii klubu, když tým ve finále play-off 2017 porazil celek HK Nitra v poměru 4:1 na zápasy. V květnu 2017 odešel společně s Tomášem Zigem z Banské Bystrice do české nejvyšší soutěže, konkrétně do Mountfieldu HK z Hradce Králové, s jehož vedením podepsal smlouvu na dva roky s možností odejít do zahraničí. V lednu 2020 byl vyměněn za Petera Šidlíka z Vítkovic, se kterým si prohodil pozice. Aktuálně působí v Bílí Tygři Liberec.

## Klubové statistiky
| Sezona    | Klub                    | Soutěž              | Základní část | Základní část | Základní část | Základní část | Základní část | Play off | Play off | Play off | Play off | Play off |
| Sezona    | Klub                    | Soutěž              | Z             | G             | A             | B             | TM            | Z        | G        | A        | B        | TM       |
| --------- | ----------------------- | ------------------- | ------------- | ------------- | ------------- | ------------- | ------------- | -------- | -------- | -------- | -------- | -------- |
| 2012/2013 | HC ’05 Banská Bystrica  | Slovenská extraliga | 06            | 0             | 0             | 0             | 02            | 04       | 0        | 0        | 0        | 0        |
|           | HK Orange 20            | 0 1. slovenská liga | 12            | 01            | 02            | 03            | 02            | —        | —        | —        | —        | —        |
| 2013/2014 | HC ’05 Banská Bystrica  | Slovenská extraliga | 50            | 03            | 05            | 08            | 20            | 11       | 0        | 02       | 02       | 0        |
|           | HC 07 Detva             | 0 1. slovenská liga | —             | —             | —             | —             | —             | 04       | 01       | 01       | 02       | 0        |
| 2014/2015 | HC ’05 Banská Bystrica  | Slovenská extraliga | 47            | 01            | 06            | 07            | 49            | 18       | 01       | 07       | 08       | 04       |
| 2015/2016 | iClinic Banská Bystrica | Slovenská extraliga | 41            | 03            | 08            | 11            | 28            | —        | —        | —        | —        | —        |
|           | HC Slovan Bratislava    | 000000 KHL          | 08            | 0             | 0             | 0             | 02            | 02       | 0        | 0        | 0        | 0        |
| 2016/2017 | HC Slovan Bratislava    | 000000 KHL          | 36            | 02            | 05            | 07            | 10            | —        | —        | —        | —        | —        |
|           | iClinic Banská Bystrica | Slovenská extraliga | 12            | 01            | 03            | 04            | 04            | 15       | 02       | 08       | 10       | 08       |
| 2017/2018 | Mountfield HK           | 0 Česká extraliga   | 19            | 0             | 3             | 3             | 8             | —        | —        | —        | —        | —        |
| 2018/2019 | Mountfield HK           | 0 Česká extraliga   | 46            | 5             | 12            | 17            | 24            | —        | —        | —        | —        | —        |
| 2019/2020 | Mountfield HK           | 0 Česká extraliga   | 36            | 3             | 5             | 8             | 12            | —        | —        | —        | —        | —        |
|           | HC Vítkovice Ridera     | Česká extraliga     | 11            | 1             | 2             | 3             | 4             | —        | —        | —        | —        | —        |
| 2020/2021 | Bílí Tygři Liberec      | 0 Česká extraliga   | 52            | 3             | 24            | 27            | 28            | 16       | 0        | 4        | 4        | 12       |
| 2022/2023 | Bílí Tygři Liberec      | 0 Česká extraliga   | 15            | 0             | 3             | 3             | 8             | —        | —        | —        | —        | —        |
| 2022/2023 | Mountfield HK           | 0 Česká extraliga   | 32            | 0             | 7             | 7             | 10            | 18       | 1        | 1        | 2        | 14       |
| 2023/2024 | HC Lada Togliatti       | 000000 KHL          |               |               |               |               |               |          |          |          |          |          |

## Reprezentace
| Turnaj          | Místo konání               | Z | G | A | B | TM | Umístění         |
| --------------- | -------------------------- | - | - | - | - | -- | ---------------- |
| MS-18 2013      | Rusko (Soči)               | 3 | 0 | 0 | 0 | 0  | 9. místo         |
| MSJ 2015        | Kanada (Toronto, Montréal) | 7 | 1 | 2 | 3 | 2  | Bronzová medaile |
| Celkem na MS-18 |                            | 3 | 0 | 0 | 0 | 0  |                  |
| Celkem na MSJ   |                            | 7 | 1 | 2 | 3 | 2  |                  |

### Seniorská reprezentace
| Turnaj       | Místo konání                          | Z  | G | A | B | Umístění  | Soupisky         |
| ------------ | ------------------------------------- | -- | - | - | - | --------- | ---------------- |
| MS 2021      | Lotyšsko (Riga)                       | 7  | 0 | 1 | 1 | 8. místo  | Soupiska MS 2021 |
| MS 2022      | Finsko (Helsinky,Tampere)             | 8  | 1 | 0 | 1 | 8. místo  | Soupiska MS 2022 |
| MS 2025      | Švédsko (Stockholm), Dánsko (Herning) | 7  | 1 | 0 | 1 | 11. místo | Soupiska MS 2025 |
| Celkem na MS |                                       | 22 | 2 | 1 | 3 |           |                  |